# 豊能警察署
豊能警察署（とよのけいさつしょ）は、大阪府警察が管轄する警察署の一つである。

## 所在地
- 大阪府豊能郡能勢町地黄650番地の4
  - 能勢電鉄 妙見口駅

## 管轄区域
- 豊能郡
  - 能勢町
  - 豊能町

## 沿革
- 1875年（明治8年）：池田警察署地黄出張所として発足
- 1947年（昭和22年）12月21日 : 国家地方警察大阪府豊能地区警察署となる
- 1954年（昭和29年）：大阪府豊能警察署に改称

## 交番
- 吉川交番 - 豊能町東ときわ台一丁目1番地の3
- 余野交番 - 豊能町余野172番地の6

## 駐在所
- 今西駐在所 - 能勢町今西171番地の9
- 歌垣駐在所 - 能勢町倉垣1100番地の7
- 宿野駐在所 - 能勢町宿野155番地の3
- 田尻駐在所 - 能勢町下田尻409番地の1
- 野間中駐在所 - 能勢町野間中536番地の1
- 森上駐在所 - 能勢町森上134番地の1